# Jacques-Eugène Bury
Pour les articles homonymes, voir Bury.
Jacques Eugène Clément Bury, né le 7 août 1814 à Saumur (Maine-et-Loire) et décédé le 12 avril 1897 à Distré (Maine-et-Loire), est un homme politique français.
Sans antécédents politiques, il est député de Maine-et-Loire de 1881 à 1885, siégeant au groupe de l'Union républicaine.

## Sources
- « Jacques-Eugène Bury », dans le Dictionnaire des parlementaires français (1889-1940), sous la direction de Jean Jolly, PUF, 1960 [détail de l’édition]
- « Jacques-Eugène Bury », dans Adolphe Robert et Gaston Cougny, Dictionnaire des parlementaires français, Edgar Bourloton, 1889-1891 [détail de l’édition]
- Ressources relatives à la vie publique :   - base Léonore
  - Base Sycomore